# Nadja Roma
Nadja Roma (født 27. juli 1988 i Stockholm, Sverige) er en professionel tennisspiller fra Sverige. 
Nadja Roma højeste rangering på WTA single rangliste var som nummer 399, hvilket hun opnåede 30. oktober 2006. I double er den bedste placering nummer 352, hvilket blev opnået 9. juli 2007. 